# Distrito de Colquemarca
El distrito peruano de Colquemarca es uno de los ocho distritos de la Provincia de Chumbivilcas, ubicada en el Departamento de Cuzco, bajo la administración el Gobierno regional del Cuzco. 
El Papa Juan XXIII segregó de la Arquidiócesis del Cusco, las Provincias civiles de Canchis, Canas, Espinar y Chumbivilcas y con ellas creó la Prelatura de Sicuani, haciéndola sufragánea del Cusco, mediante la Constitución Apostólica "Universae Ecclesiae" del 10 de enero de 1959.

## Historia
El distrito fue creado por Decreto del 21 de junio de 1825, dado por el Libertador Simón Bolívar.
El Distrito de Colquemarca, fue reconocido políticamente el 2 de enero de
1857, con la Ley Municipal de ese año, asignándole 6 escaños para la
Municipalidad Distrital (como consta en la Ley del 2 de enero de 1857), a
petición de sus pobladores se elevó a la categoría de Villa el 18 de noviembre de
1907, con la Ley N° 644, durante el Gobierno de José Pardo y siendo disputado
por la Provincia de Chumbivilcas Antonio Velasco.
Colquemarca,

## Geografía
Está ubicado en 3 592 m s. n. m.

## Centros poblados
Yanque, Charamuray y Huayllani.

## Comunidades campesinas
Urubamba, Yanque, Huaracco, Huasja, Curpiri, Charamuray, Idiopa, Ahuichanta, Paycama, Huaccoto.

## Autoridades

### Municipales
- 2019 - 2022[2]
  - Alcalde: Ceferino Henry Romero Palma, del Movimiento Regional Tawantinsuyo.
  - Regidores:

  1. Ruth Sandra Huamaní Suárez (Movimiento Regional Tawantinsuyo)
  2. Sandra Amparo Cjuro Romero (Movimiento Regional Tawantinsuyo)
  3. Marcos Peña Calderón (Movimiento Regional Tawantinsuyo)
  4. Felipe Cjuro Arias (Movimiento Regional Tawantinsuyo)
  5. Urbano Luna Romero (El Frente Amplio por Justicia, Vida y Libertad)

Alcaldes anteriores
- 2015-2018 Cezario Gómez Mendoza (Alcalde).
- 2011-2014:[3] Ceferino Henry Romero Palma, del Partido Unión por el Perú (UPP).
- 2007-2010: Sabino Yaguno Merma.

## Festividades
- Virgen de la Candelaria.
- Inmaculada Concepción.